# Александер Пелчинський
Александер Пелчинський (пол. Aleksander Pełczyński; * 2 липня 1932, м.Тернопіль, Україна — † 20 грудня 2012, м.Вроцлав, Польща) — польський математик, доктор математики, професор Інституту математики (1967—2002), дійсний член Польської Академії наук.

## Біографія
У 1950—1955 — вивчав математику в Варшавському університеті. У 1958 році захистив докторський ступінь на базі праці про операційні властивості ізоморфних банахових просторів, пов'язаних зі слабким безумовним збігом ряду Станіслава Мазура.
У 1955—1967 — працював у Варшавському університеті, а з 1967 до 2002 — в Інституті математичних наук.

## Наукова діяльність
Із 1961 — член Польського математичного товариства.
Із 1969 — професор Інституту математичних наук, із 1976 — член Академії наук. Спеціаліст в області функціонального аналізу. У 60-х роках ХХ століття — член команди математиків у польській вікторині «20 питань».
Член редколегії журналу «Studia mathematica». Із 2005 року — почесний доктор університету Адама Міцкевича (Познань).

## Відзнаки
У 1961 році отримав премію Стефана Банаха, а в 1996 році — медаль Стефана Банаха (Польської академії наук).

## Доробок
Автор понад 100 публікацій і монографії.